# Adrian Hasler
Adrian Hasler (Vaduz, Liechtenstein, 11 de febrer de 1964) és un polític i economista de Liechtenstein.
Membre del Partit Cívic Progressista de Liechtenstein, des del 2001 ha estat membre del Landtag de Liechtenstein, des del 2004 va ser el cap de la Policia Nacional de Liechtenstein fins al 27 de març de 2013 en què va passar a ser el Primer Ministre de Liechtenstein.

## Biografia
Nascut a la capital de Liechtenstein, Vaduz, l'any 1964, va viure a Triesen. Cursà els estudis primaris i secundaris a l'escola privada Liechtenstein Gymnasium School fins a l'any 1984, en què es va traslladar a Suïssa per estudiar a la Universitat de St. Gallen, on es va llicenciar l'any 1991 en economia, especialitzant-se en les branques de finances, comptabilitat i economia de l'empresa.
Posteriorment, un any més tard, en el 1992, va començar a treballar com a Director de Control a una empresa cinematogràfica, anomenada Geschäftsbereich Thin Films i situada al municipi de Balzers, fins a l'any 1996, en què va passar a ser director financer i director adjunt del banc VP Bank AG, de la ciutat de Vaduz, fins al 2004.

## Carrera política
L'any 2001 Adrian Hasler, va començar la seva carrera política sent elegit com a diputat pel Partit Cívic Progressista (FBP) al Landtag de Liechtenstein (Parlament Nacional), on va romandre com a membre del Comitè parlamentari de finances. El dia 31 de març de l'any 2004 va renunciar al seu escó com a diputat al parlament nacional, sent succeït per Marco Ospelt, pel seu nou nomenament com a Cap de la Policia Nacional de Liechtenstein (Landespolizei), on va succeir en la prefectura al polític Martin Mayer.

## Primer ministre
Durant el mes d'agost de 2012 va ser elegit com a principal candidat del Partit Cívic Progressista (FBP) per a les Eleccions parlamentàries de Liechtenstein de 2013, celebrades el febrer de l'any 2013, on Adrian Hasler va aconseguir guanyar les eleccions, sent nomenat el dia 27 de març del mateix any nou Primer Ministre de Liechtenstein, succeint a l'anterior Klaus Tschütscher i entrant també a formar part del govern de país al costat del príncep Hans Adam II de Liechtenstein i del Regent Lluís de Liechtenstein.

## Vida personal
Adrian Hasler es va casar el 28 de maig del 2003 amb Gudrun Elkuch (1973), que va passar a anomenar-Gudrun Hasler-Elkuch, amb qui va tenir dos fills anomenats Pascal i Luis.